# Shiner
Shiner — американський пост-хардкор гурт із Канзас-Сіті, штат Міссурі. Гурт діяв з 1992 по 2003 рік. З 2012 року Shiner дає кілька концертів на рік. Нова платівка гурту, Schadenfreude, була випущена 8 травня 2020 року, після чого мав відбутися тур, який був скасований через COVID-19.
Shiner вплинув на творчість таких гуртів, як Slint, Swervedriver, Melvins, Failure і Chavez.

## Історія
Гурт Shiner був створений в 1992 році та швидко набув популярності, випустивши вініловий міні-альбом у 1993 році та гастролюючи з такими гуртами, як Sunny Day Real Estate, Chore, Jawbox, Season to Risk, The Jesus Lizard і Girls Against Boys.
У 1996 році гурт випустив свій перший альбом Splay, записаний на чиказькій студії Стіва Альбіні (Steve Albini), а наступного року — другий альбом, Lula Divinia.
У 1997 році гурт випустив сингл Sleep it Off / Half Empty на лейблі Sub Pop. Після цього Shiner гастролював із гуртом Hum у 1998 році.
У 2000 році гурт випустив третій повноформатний альбом, Starless, на лейблі Owned & Operated, яким керували учасники гурту Descendents. 
Четвертий альбом, The Egg, був записаний на студії звукозапису Метта Телботта (Matt Talbott), Great Western Record Recorders у Толоно, Іллінойс, і випущений лейблом DeSoto Records 23 жовтня 2001 року. Shiner розпався в 2003 році після більш ніж року гастролей на підтримку альбому The Egg.
Їхня історія аж ніяк не була незвичайною; вони просто йшли своїм шляхом, створюючи культову базу шанувальників за десятиліття випуску музики та досягаючи логічного кінцевого пункту призначення. Альбом «The Egg» з часом збільшив аудиторію «Але дивні речі трапляються, коли альбом залишають у спокої на кілька років. Оскільки в період після виходу альбому The Egg почали зростали соціальні мережі та обмін файлами, зростав і статус альбому».

## Фінальне шоу
Після оголошення про розпад гурту, Shiner призначив фінальний виступ, який відбувся в The Madrid Theater в Канзас-Сіті, 25 січня 2003 року. Концерт відкривали гурти Houston, Dirtnap і Elevator Division.

## Возз'єднання (2012—дотепер)
У 2012 році Shiner оголосив про возз'єднання для перевидання альбому The Egg на вінілі, 7 серпня 2012 року, та проведення п’яти концертів в США, на підтримку перевиданого альбому. Було заплановано виступи в містах Нью-Йорк, Лос-Анджелес, Лоренс, Канзас, Чикаго.
У 2015 році гурт перевидав альбом Starless і  відіграв  серію концертів на підтримку перевиданого альбому, в містах Остін, Канзас-Сіті, Міннеаполіс, Чикаго.
У 2016 році гурт зіграв кілька концертів в Пітсбурзі та Нью-Йорку.
У 2017 році гурт перевидав альбом Lula Divinia і  відіграв  серію концертів на підтримку перевиданого альбому в містах Шампейн, Канзас-Сіті, Чикаго, Сан-Франциско, Лос-Анджелес, Сан-Дієго, Мілуокі, Чикаго.
У 2018 році відіграв кілька концертів в містах Рок-Айленд, Канзас-Сіті, Чикаго. 
Найновіший альбом Shiner, Schadenfreude, був випущений 8 травня 2020 року.
Сингл «Life as a Mannequin» був випущений 28 лютого 2020 року.
Тур на підтримку альбому Schadenfreude був перенесений через COVID-19.
У гурту також є пісня «Third Gear Scratch», яка увійшла до саундтреку відеогри Saints Row 2.

## Інші проєкти учасників
Джош Ньютон був фронтменом гурту Sie Lieben Maschinen (гітара, синтезатор), у гурті також брав участь Джейсон Геркен на барабанах. 
Аллен Еплі грав в гурті The Life and Times.

## Учасники гурту

### Поточні
- Аллен Еплі (Allen Epley) — гітара, вокал (1992—2003, 2012, 2015—дотепер)
- Пол Маліновський (Paul Malinowski) — бас (1996—2003, 2012, 2015—дотепер)
- Джош Ньютон (Josh Newton) — гітара (2000–2003, 2012, 2015—дотепер)
- Джейсон Геркен (Jason Gerken) — ударні (1999–2003, 2012, 2015—дотепер)

### Попередні
- Джефф Браун (Jeff Brown) — ударні (1992)
- Тім Доу (Tim Dow) — ударні (1993–1999)
- Джоел Гамільтон (Joel Hamilton) — гітара (1999)
- Шон Шерілл (Shawn Sherrill) — бас (1992–1996)

## Дискографія

### Студійні альбоми
| Рік  | Назва                                                              |
| ---- | ------------------------------------------------------------------ |
| 1996 | Splay - Реліз: 1 січня, 1996 - Лейбл: DeSoto Records               |
| 1997 | Lula Divinia - Реліз: 11 березня, 1997 - Лейбл: Hit It! Recordings |
| 2000 | Starless - Реліз: 18 квітня, 2000 - Лейбл: Owned & Operated        |
| 2001 | The Egg - Реліз: 23 жовтня, 2001 - Лейбл: DeSoto Records           |
| 2020 | Schadenfreude - Реліз: 8 травня, 2020 - Лейбл: Two Black Eyes      |

### Сингли та мініальбоми
- «Brooks» / «Released» (1993, DeSoto)
- «Crush» / «Exhaust» (1994, Hit It!)
- «Floodwater» / «Cowboy» (1995, HitIt!)
- «Sleep it Off» / «Half Empty» (1997, Sub Pop)
- «Farewell Bend Merger» (1998, DeSoto)
- «Semper Fi» / «Sailor's Fate» (1999, DeSoto)
- «Making Love EP» (2000, Anodyne, reissued in 2007)
- «Life as a Mannequin» (2020, Two Black Eyes)
- ”Paul P Pogh” (2020, Two Black Eyes)
- «The One Thing» (2022)

### Збірки
- «Only Shallow» on the Soak Your Shoes in Red Wine and Strike the Angels Dumb compilation CD (2003, Grand Theft Autumn)
- «Anytime» (credited as Ohms) on the No Escape: A Tribute to Journey compilation CD-EP (2003, URININE)